# Karanemoura perpropinqua
Karanemoura perpropinqua (лат.) — ископаемый вид веснянок из семейства Perlariopseidae. Монголия (Шар-Тегская свита, Sharteg Formation, Гоби-Алтайский аймак, восточнее горы Атас-Богд 5—6 км, западнее горы Шара-Тэг), юрские отложения (титонский ярус).

## Описание
Мелкие веснянки, размер переднего крыла 14,7 × 4,5 мм.
Вид Karanemoura perpropinqua был впервые описан в 1995 году российским энтомологом Ниной Дмитриевной Синиченковой Архивная копия от 12 мая 2014 на Wayback Machine (Лаборатория артропод, Палеонтологический институт РАН, Москва) вместе с ископаемым видом Perlariopsis basalis и другими. Виды Karanemoura perpropinqua, K. manca, K. appropinquata, K. brevis, K. curvata, K. distalis, K. divaricata, K. abrupta, K. probata образуют ископаемый род Karanemoura Sinitshenkova, 1987.